# 金継ぎ

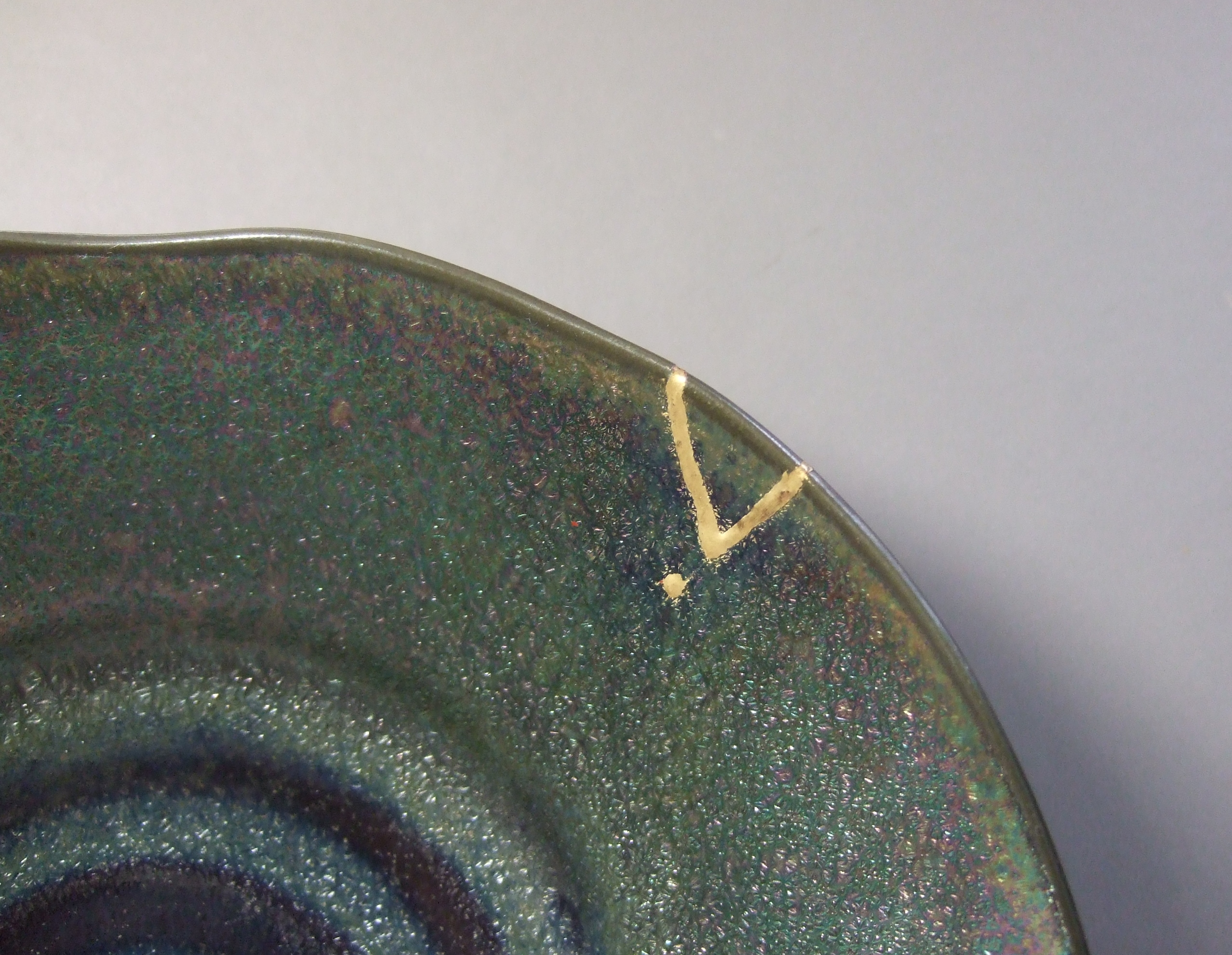
金継ぎで欠けを直したもの。

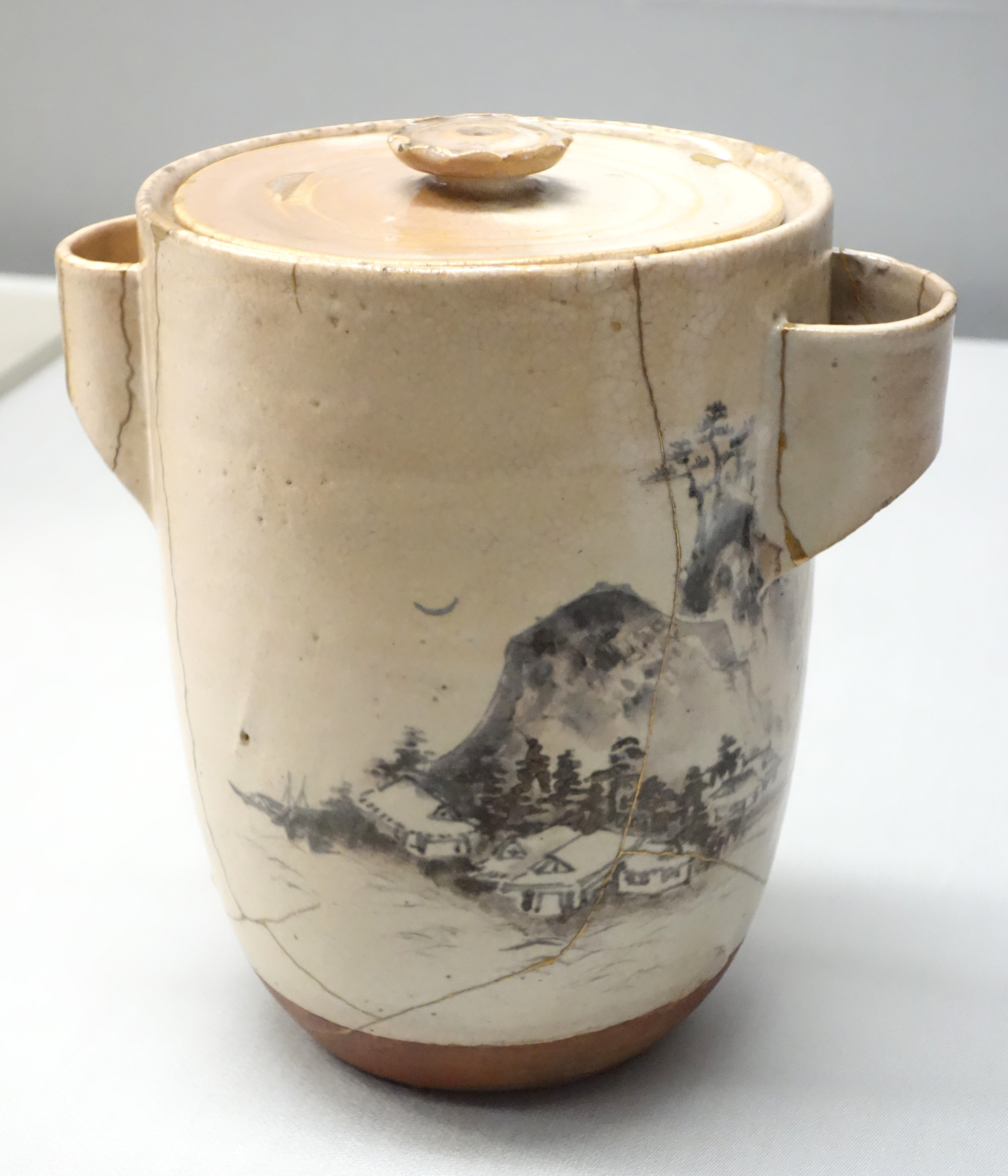
野々村仁清作・銹絵山水図水指（東京国立博物館所蔵）。関東大震災で破損したが、六角紫水が金継ぎ修復した。

金継ぎ（きんつぎ）は金継ぎ師によって陶磁器の破損部分を漆を用いて修繕する技法であり、古来から行われる日本の伝統工芸の一つである。古くは金繕い（きんつくろい）とも言われた。

## 概要
金継ぎはウルシの木の樹液を精製して作られる天然の接着剤である漆を中心に使用して、多数の工程を数週間かけて行われる。漆に含まれるウルシオールという成分が空気中の水蒸気が持つ酸素を用い、生漆に含まれる酵素（ラッカーゼ）の触媒作用によって常温で重合する酵素酸化、および空気中の酸素による自動酸化により硬化する為、接着を中心とした修繕が可能となる。液状の漆ではかぶれる場合があり注意しなければならないとされるが、硬化した漆は安全性が極めて高く、漆による接着の強度は長い歴史が証明しており、あらゆる接着剤の中でも非常に優秀であるとされている。
技法名のとおり、装飾として漆に撒く塗料に金粉が多用されているが、金継ぎと言えど過去を遡って作例を見ると、装飾として必ず金粉を用いていた訳ではなく、銀を使った銀継ぎ、黒呂色漆や弁柄漆を使った色漆継ぎ（漆直し、溜め継ぎ）なども同様の方法で多数作られている。上絵付けが特徴である古九谷や古伊万里などは、漆による接着だけ行われ装飾は行われておらず、『赤楽』と呼ばれる楽焼の赤茶碗には弁柄漆を用いて装飾された例が頻出する為、基本的には修繕こそが何より重要であり、修繕対象の陶磁器固有の価値、色や存在を邪魔しないことに重きを置かれていたと考えられる。
近年では、エコロジー、SDGsの観点から日本の文化・思想の一つとして、海外を中心に高く注目されており、その流れを組んだビジネス化、あるいはデジタル情報化社会の影響によって、簡易金継ぎなどの一般人による金継ぎが盛んに行われている。

## 歴史

重要文化財／青磁茶碗（馬蝗絆）龍泉窯（東京国立博物館所蔵）

漆を用いて修繕を行う技術自体、古くは縄文土器や建築に存在し、その際に使われた漆は現在で言うところの刻苧漆と近しい素材にて構成されている物も存在する。
陶磁器における金継ぎの技法が生まれた原初としては、重要文化財に指定されている『青磁茶碗（馬蝗絆）龍泉窯』（重要文化財・高9.6　口径15.4　高台径4.5  南宋時代・13世紀 東京国立博物館）と関係があると考えられている。江戸時代の儒学者、伊藤東涯によって享保12年（1727）に著された『馬蝗絆茶甌記』（ばこうはんさおうき）によると、この茶碗は安元初年（1175頃）に平重盛が浙江省杭州の育王山の黄金を喜捨した返礼として仏照禅師から贈られたものであり、その後室町時代に将軍足利義政（在位1449～73）が所持するところとなった。このとき、底にひび割れがあったため、これを中国に送ってこれに代わる茶碗を求めたところ、当時の中国にはこのような優れた青磁茶碗はすでになく、ひび割れを鎹（かすがい）で止めて日本に送り返してきた。あたかも大きな蝗（いなご）のように見える鎹が打たれたことによって、この茶碗の評価は一層高まり、馬蝗絆と名づけられた。（平重盛所持の伝承は、龍泉窯青磁の作風の変遷に照らして史実とは認めがたいものの、足利将軍家以降長く角倉家に伝えられていたことから、伝承には信憑性がある。）この茶碗が陶磁器を修復し復元させる発想の原点であると伝えられている。
金継ぎを高く評価し、その知見を拡めた人物として千利休が挙げられ、当時金継ぎにて修繕された陶磁器は、黄泉の国より蘇った物として特別な評価を与えられたとされる。このような金継ぎの評価や、豪華絢爛さより情緒を重んじた侘び寂びを求め作為的な物より不完全な物の中に美を見出そうと取り組んでいた千利休の思想をとっても、当時禅の思想が政治や茶の湯を含めた文化、また、金継ぎが特別視されていた認識に大きく影響していたと考えられている。

## 逸話
豊臣秀吉が愛玩していた大井戸茶碗（銘『筒井筒』戦国の武将「筒井順慶」が興福寺の寺侍・井戸氏から譲り受け、所有したことからこの名前がついている）を小姓が割ってしまい、罰せられかけたところを、その場に居合わせた武将にして歌人の細川幽斎が「筒井筒　五つにわれし井戸茶碗　咎（とが）をば我に負ひにけらしな」と詠み、その後金継ぎを行い命を救ったと言われている。その大井戸茶碗は昭和25年に重要文化財に指定され、現在は金沢市の嵯峨家（元・侯爵家）の個人蔵となっている。
また、本阿弥光悦作の赤楽茶碗（銘「雪峰」）の逸話が有名である。。

## 簡易金継ぎについて
古来より金継ぎは、専門的な知識を有する金継ぎ師、あるいは漆器関連の職人が行ってきたが、現代では天然漆を用いずに瞬間接着剤を用いて接着した後に、食品衛生法をクリアした合成漆（天然の漆とは異なる）を用いた簡易金継ぎと呼ばれる物が存在する。

## 技法
師弟制度により受け継がれてきた専門的かつ特殊な知識、経験、道具の多くは一般に開示されていない。金継ぎは複数の種類の漆を使用し、多数の工程から形成され、細かく分類すれば１０を超える作業が必要とされている。また、破損した陶磁器の状態から逆算し、異なった技法が用いられる。基本的に各工程後、漆室と呼ばれる箱型の棚にて適切な湿度と温度を保ち乾燥させる。
以下、通常の場合での修繕技法、また金粉にて装飾を行う場合を簡易的に記載する。実際には更に細かな工程を必要とする。
- 接着 - 断面に生漆を塗布し、半日〜一日乾燥させる。小麦粉（あるいは米粒）を水で練り、生漆を混ぜた麦漆を断面に塗布し、接着する。
- 欠けた部分の埋め方 - 小麦粉（あるいは米粒）、刻苧（こくそ）綿、木粉と生漆を混ぜた刻苧漆で欠けた部分を成形し埋める。
- 凹凸の埋め方 - 砥の粉を水で練り、生漆を混ぜた錆漆を塗布し、乾燥した後、磨き粉を用いて平坦にする。

上記の工程を経た後に、黒呂色漆を用いて修繕部分を上塗り、乾燥、磨きの工程を複数回行う。
- 金粉撒き - 金粉の発色をよくするため、弁柄漆を塗布する。その上から金粉（または銀粉、白金粉、錫粉など）を撒く。乾燥後、金粉を磨き、透漆にて上塗りを行う工程を複数回行う。